# Cunami Flo
Cunami Flo (* 1994 in Sarajevo, eigentlicher Name Emin Hadžajlić) ist ein bosnischer Rapper.

## Biografie
Sein erstes Lied 10er erschien 2020. Seine Popularität stieg mit der Single Klizim po mahali, welche auf der Plattform Youtube über 18 Millionen Aufrufe hat.
Neben Bosnisch rappt Cunami Flo einige seiner Lieder auch zum Teil auf Deutsch, wie zum Beispiel die 2021 erschienene Single Electrcite, ebenso hat er zusammen mit den in Deutschland lebenden Produzenten „Bankx“ und „VieR44VieR“ das Lied Keine Thema produziert.

## Diskografie

### Studioalben
- 2021: Geng 33
- 2023: Capcarap
- 2025: Road 33

### EPs
- 2020: GENG
- 2020: GENG II
- 2022: Tarzan
- 2024: Geto Varijante

### Singles (Auswahl)
| - 2020: 10er - 2020: Babl Gam - 2020: Klizim po mahali - 2020: Ajajaj - 2020: Berimbolo (feat. Black Beriz) - 2020: SFRJ (feat. Jovanni & Young Dizzy) - 2020: City Roll (feat. Pozi) - 2020: Balkanski Hastal (feat. Kazan & Tref) - 2020: 40 Stepeni (feat. Valderrama Flow) - 2020: Noći (feat. Loš Sin & Igor Buzov) - 2020: Ne pitaj - 2021: Hazla - 2021: Svaki dan - 2021: Telepatija - 2021: Kriminal - 2021: Kein Thema (feat. BANKX & VieR44VieR) - 2021: Mejbi - 2021: Jon Jones - 2021: Electricite - 2021: Mamba - 2021: Chiff Kiff - 2022: Frizbi (feat. Seksi & Biba) - 2022: Neon (feat. Medico) - 2022: Ignor (feat. Sajfer) - 2022: Aman Tamam (mit 30Zona & Neloe) | - 2022: Tarzan - 2022: In & Out (feat. Seksi) - 2022: Welkom - 2022: Op op op (feat. Neloe) - 2022: They don’t know - 2022: Crveni Pasport (feat. Neloe) - 2023: Divljina - 2023: Revolver - 2023: Talk 2 me - 2023: Vini vini - 2023: Lilo and Stitch - 2023: Rodtang - 2023: Haj ba - 2023: Penthouse (feat. Arpino Sachi) - 2023: Capcarap - 2023: Elephant - 2023: Marbella - 2023: Iznad geta - 2023: Droga Amsterdam - 2024: Droga Roterdam (feat. Seksi) - 2024: Spava Grad (feat. Seksi) - 2024: Ili Ili (feat. Seksi) - 2024: To To To (feat. Lacku) - 2024: Žrla Frla (mit Crni Cerak & Neloe) |